# Kościół św. Idziego w Siemianicach
Kościół świętego Idziego w Siemianicach – rzymskokatolicki kościół parafialny należący do parafii pod tym samym wezwaniem (dekanat Trzcinica diecezji kaliskiej).

## Historia
Obecny murowana, neoromańska świątynia została zbudowana w latach 1856-58 i ufundowana przez Piotra Szembeka. W 1891 roku budowla została konsekrowana przez biskupa Eedwarda Likowskiego, natomiast w 1906 roku została wymalowana przez malarza Lisieckiego z Poznania. 

## Architektura
Świątynia ma 58 łokci długości, 20 łokci szerokości z babińcem, dwiema zakrystiami i grobowcem pod prezbiterium do chowania zmarłych hrabiów Szembeków. Budowla posiada 3 ołtarze, w których są umieszczone obrazy olejne pędzla malarza wrocławskiego Schneidera z 1858 roku przedstawiające św. Idziego, św. Józefa i Matkę Boską Różańcową. Świątynia jest orientowana (prezbiterium jest zwrócone w stronę wschodnią), prezbiterium zamknięte jest płasko na osi i jest zwieńczone absydą. Elewacja kościoła jest otynkowana, budowla nakryta jest czerwoną dachówką i blachą. O stylistyce świadczą przysadziste proporcje i charakterystyczne dla stylu romańskiego fryzy arkadowe i półkoliste zamknięcia otworów. Narożniki kościoła są ozdobione wieżyczkami ze ślepymi arkadami zakończonymi pinaklami.

## Organy
Organy wykonała świdnicka firma Schlag & Söhne w 1899 roku. Posiadają pneumatyczna trakturę gry. 
Dyspozycja instrumentu:
| Manuał I                      | Manuał II         | Pedał         |
| ----------------------------- | ----------------- | ------------- |
| 1. Principal 8'               | 1. Schalmei 8'    | 1. Subbaß 16' |
| 2. Gambe 8'                   | 2. Salicet 8'     | 2. Cello 8'   |
| 3. Hohlflöte 8'               | 3. L. Gedeckt 8'  |               |
| 4. Octave 4'                  | 4. Flaut trav. 4' |               |
| 5. Quinte 2 2/3' u. Octave 2' |                   |               |
| 6. Bordun 16'                 |                   |               |